# وليام توري هاريس
كان وليام توري هاريس (10 سبتمبر 1835 - 5 نوفمبر 1909) مدرسا وفيلسوفا وعالم لغة أمريكيا.

## سيرة ذاتية
ولد في شمال كيلينغلي، كونيتيكت، التحق بأكاديمية فيليبس أندوفر، أندوفر، ماساتشوستس. أكمل سنتين في جامعة ييل، ثم انتقل غربا إلى مدرسة في سانت لويس، ميسوري، من 1857 إلى 1880، حيث كان مشرفا للمدارس من 1868 إلى 1880، وأنشأ، مع سوزان بلو، أول روضة أطفال عامة دائمة في أمريكا عام 1873. وكانت في سانت لويس حيث وضع وليام توري هاريس العديد من الأفكار المؤثرة لتدعيم كل من المؤسسات الهيكلية للنظام المدرسي العام والمبادئ الفلسفية الأساسية للتعليم. وأدت تغييراته إلى توسيع المناهج الدراسية للمدارس العامة لجعل المدرسة الثانوية مؤسسة أساسية للفرد وتشمل الفنون والموسيقى والدراسات العلمية واليدوية، كما أنها مسؤولة إلى حد كبير عن تشجيع جميع المدارس الحكومية على الحصول على مكتبة.
كمفوض للتعليم، كتب هاريس مقدمة لمفوض الشؤون الهندية، توماس جيفرسون مورغان، نشرة مكتب التربية (رقم 1، 1889) حول التعليم الهندي. ودعا هاريس للتعليم القسري والإلزامي للهنود الأميركيين من خلال شراكة مع الكنائس من أجل تعزيز الصناعة. وكان هاريس الذي دعا إلى إبعاد الأطفال الأصليين عن أسرهم لمدة تصل إلى 10 سنوات من التدريب كـ «شكل من الانخراط الحضاري» في مقابل سياسة حكومة الولايات المتحدة لإبادتهم. كتب هاريس: «نحن مدينون لأنفسنا وللرأي العام المستنير في العالم لإنقاذ الهندي، لا تدميره، ولا يمكننا إنقاذه ومؤسسته الأبوية أو القبلية معا، لإنقاذه يجب أن نأخذه في شكلنا الحضاري، وعلينا أن نقترب منه بروح التبشير، وعلينا أن نستكمل العمل التبشيري بمساعدة الذراع المدنية للدولة، وعلينا أن ننشئ تعليما إلزاميا لما فيه من نفع للعرق الأدنى».
بصفته نخبويا أبويا، اختار هاريس التخلي عن الفصل بين الكنيسة والدولة من أجل إخضاع حقوق الإنسان الأساسية لمجموعة من الناس يعتبرها أدنى مستوى اجتماعيا. من خلال ممارساته التعليمية، فتح هاريس الباب لعصور من التمييز في تعليم المدارس الثانوية والكليات.
كانت مدارس هاريس سانت لويس تعتبر من أفضل المدارس في البلاد. وكان زملائه المربون من المزارعين المحليين الذين هاجروا من ألمانيا بعد أن حاولوا وفشلوا في جعل ألمانيا جمهورية.
قام بتأسيس وتحرير أول دورية فلسفية في أمريكا، مجلة الفلسفة المضاربة (1867)، وتحريرها حتى عام 1893. وكان عضوا رئيسيا في المجتمع الفلسفي الذي تكون، في بداية الحرب الأهلية الأمريكية، فيسانت لويس. عزز وجهة النظر القائلة بأن كل ما يتكشف هو جزء من خطة عالمية، وله دور في جدلية تاريخية أبدية، كما في وجهة نظر هيجل. 
ارتبط هاريس بكلية كونكورد للفلسفةلآموس برونسون من 1880 إلى 1889، عندما أصبح مفوض الولايات المتحدة للتعليم، وخدم حتى عام 1906. وبذل قصارى جهده لتنظيم جميع مراحل التعليم على مبادئ البيداغوجيا الفلسفية كما تبناها هيغل، وكانط، وفيشته، وفروبل، وبيستالوزي وغيرهم الكثير من فلاسفة المثالية.
توفي في 5 نوفمبر 1909.

### الدلالة العلمية
حصل على درجة الدكتوراه. من مختلف الجامعات الأمريكية والأجنبية. 
بصفته مفوض التعليم في الولايات المتحدة، نجح هاريس تقريبا في جعل الفلسفة الرسمية للتعليم الأميركي هيجليانية خلال أواخر القرن التاسع عشر.
على مر العصور، لم يكن نفوذه معترفا به إلا من وقت لآخر، بسبب تجاهله وسوء فهمه من قبل المؤرخين. أصبح تركيز هاريس الهائل على الانضباط أكثر تحريف صارخ لفلسفته.
في عام 1906، منحته مؤسسة كارنيغي للنهوض بالتعليم تكريماً كـ«أول رجل يعطى له هذا الاعتراف بالخدمة والجدارة، وهو أعلى بدل تقاعد تسمح به القوانين، دخل سنوي قدره 3000 دولار».

## اقتباسات ملحوظة
«تسعة وتسعين [طالبا] من أصل مائة من الأوتوماتا، حريصون على السير في المسارات الموصوفة، ويحرصون على اتباع العرف الموصوف، وهذا ليس صدفة ولكن نتيجة التعليم الجوهري، الذي يعرف علميا، باستنزاف الفرد.»
في ذلك الكتاب نفسه، فلسفة التربية (1906)، يكتب:
«إن الهدف العظيم من المدرسة يمكن أن يتحقق بشكل أفضل في الأماكن المظلمة، بلا هواء، القبيحة... لإتقان الذات المادية، لتجاوز جمال الطبيعة. يجب على المدرسة تطوير القدرة على الانسحاب من العالم الخارجي.»
يشير النقاد إلى هذه المقاطع لتصوير هاريس باعتباره مؤيدا للاغتراب الذاتي من أجل تقديم خدمة أفضل للأمة الصناعية الكبرى في أمريكا. في الواقع، يرى البعض انه يمكن أن نجد أن العكس تماما هو الصحيح على هاريس عندما نكون قادرين على تجاوز سطح فلسفته التعليمية. وفقا لمناصري هاريس، كمسيحي متدين كان مهتما جدا بتطور الأخلاق والانضباط داخل الفرد. يعتقد هاريس أن هذه القيم يمكن أن تغرس بشكل منتظم في التلاميذ، وتعزيز الأهداف المشتركة والتعاون الاجتماعي، مع شعور قوي بالاحترام والمسؤولية تجاه مجتمع واحد.
كان هاريس مؤيدا قويا للمشاريع الاستعمارية الأمريكية في كوبا وبورتوريكو والفلبين في أعقاب الحرب الإسبانية الأمريكية. في مقال بعنوان «سياسة تعليمية لممتلكاتنا الجديدة»، كتب هاريس:
«... إذا اتحدت شعوب العالم الأخرى البالغ عددها حوالي 1.4 بليون تحت القوى العظمى الخمس في أوروبا، في حين أن لدينا مائة مليون فقط، سوف تكون الفكرة الوطنية لدينا مهددة في الخارج وستواجه مخاطر أكثر من أي وقت مضى داخل الوطن». «يجب أن نقبل السيطرة على أكبر عدد من هذه المستعمرات تأتي إلى أيدينا. يجب أن نسعى إلى منحهم الحضارة بأعلى مستوى ممكن يمكننا أن نتصوره». «أعلى مثال للحضارة هو حضارة تعمل باستمرار على رفع الطبقات الدنيا من الناس إلى مشاركة كل ما هو جيد ومعقول وتزيد في الوقت نفسه من نشاطهم الذاتي. مثل هذه الحضارة لدينا الحق في فرضها على هذه الأرض».

## إنجازات

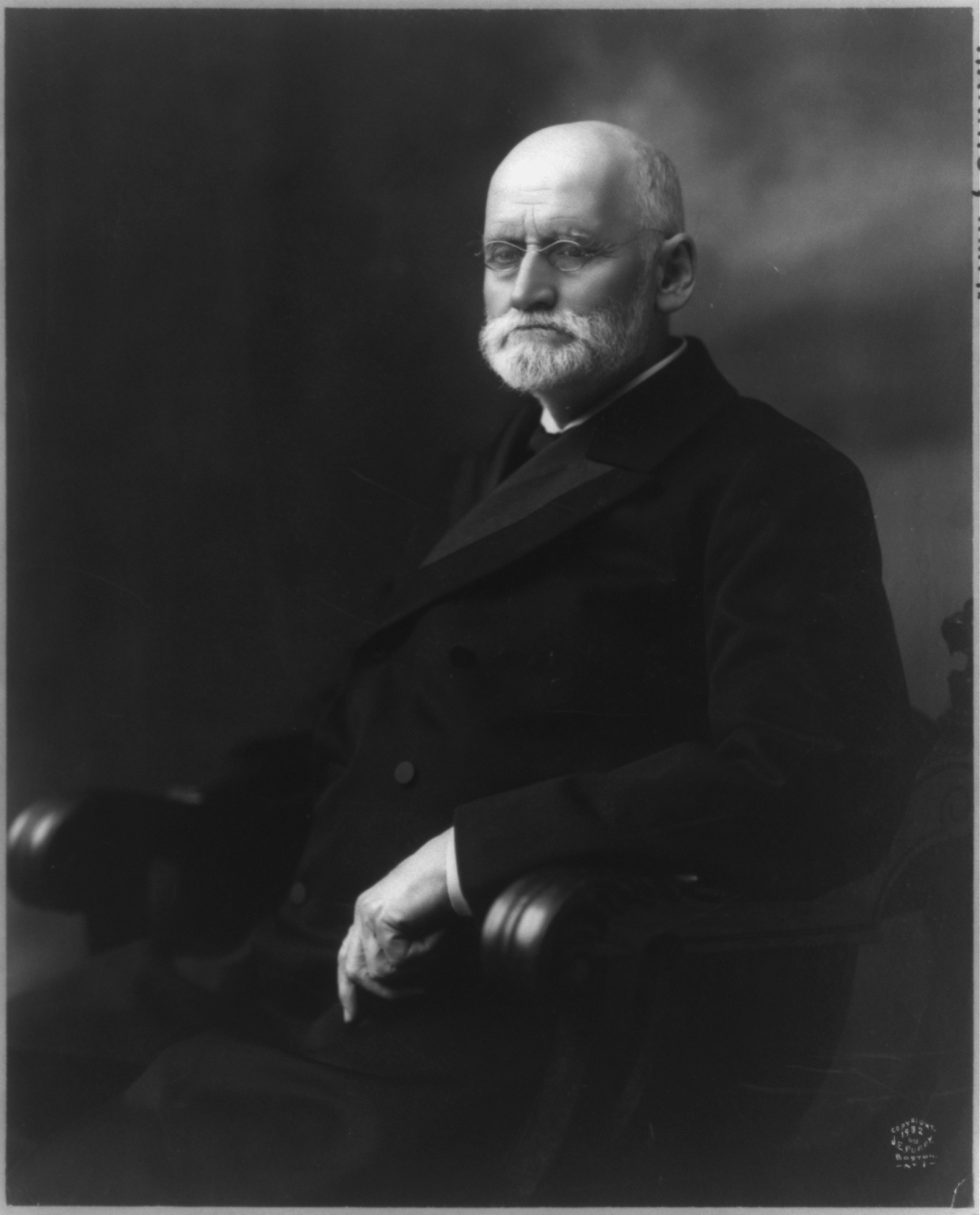

كان أيضاً مساعدا في تحرير جونسونز نيو ونيفرزال سيكلوبايديا ومحرر سلسلة التعليم الدولية أبليتونس. وقام بتوسيع مكتب التعليم وبدأ في تقديم معارض رسومية للولايات المتحدة في المعارض الدولية. 
كان مسؤولا عن إدخال الرنة إلى ألاسكا حتى يتسنى لصغار الصائدين الحصول على سبل عيش أخرى، قبل أن يتسببوا في انقراض أنواعا أخرى.
هاريس كان واحدا من 30 عضوا مؤسسا لمجلس المبسطة الإملائي، الذي تأسس في عام 1906 من قبل أندرو كارنيجي لجعلاللغة الإنجليزية أسهل للتعلم والفهم من خلال التغييرات في قواعد الكتابة للغة الإنجليزية.
بصفته رئيس تحرير قاموس ويبستر الدولي الجديد (1909)، كان ينشأ الصفحة المقسمة.
في كتاب الفلسفة التربوية لويليام ت. هاريس من قبل ريتشارد د. موسير، ذكر أن هاريس يشكل الجسر بين الآلية، والتجمع، والنفعية للقرن الثامن عشر والبراغماتية والتجريبية والأدوات في القرن العشرين.

## أعماله
إلى جانب التقارير الضخمة عن المسائل التعليمية، ساهم بالعديد من الأبحاث في وقائع الجمعية الأمريكية للعلوم الاجتماعية، ومجموعات مختلفة من تحريره، ومن ضمن منشوراته:
- مقدمة لدراسة الفلسفة (1889)
- الإحساس الروحي من ديفينا كومديا (1889)
- فلسفة هيجل: رؤية نقدية (1890)
- برونسون ألكوت، حياته وفلسفته (مع ف. ب. سانبورن) (1893)
- الأسس النفسية للتعليم (1898)
- التعليم الابتدائي (دراسات عن التعليم في الولايات المتحدة؛ المجلد 1.) (1900؛ الطبعة الثانية، 1904)
- مدرسة المدينة (1906)
- فلسفة التربية (1906)